# Senegals fodboldlandshold
 Der er for få eller ingen kildehenvisninger i denne artikel, hvilket er et problem. Du kan hjælpe ved at angive troværdige kilder til de påstande, som fremføres i artiklen.

Senegals fodboldlandshold repræsenterer Senegal i fodboldturneringer og kontrolleres af Senegals fodboldforbund.

## Resultater

### Afrikamesterskabet
- 1957 til 1963 – Deltog ikke
- 1965 – 4.-plads
- 1968 – 1. runde
- 1970 til 1978 – Ikke kvalificeret
- 1980 – Deltog ikke
- 1982 – Ikke kvalificeret
- 1984 – Ikke kvalificeret
- 1986 – 1. runde
- 1988 – Ikke kvalificeret
- 1990 – 4.-plads
- 1992 – Kvartfinale
- 1994 – Kvartfinale
- 1996 – Ikke kvalificeret
- 1998 – Ikke kvalificeret
- 2000 – Kvartfinale
- 2002 – 2.-plads
- 2004 – Kvartfinale
- 2006 – 4.-plads
- 2008 – 1. runde
- 2010 – Ikke kvalificeret
- 2012 – 1. runde

&2013 – Ikke kvalificeret 
- 2015 – 1. runde
- 2017 – Kvartfinale
- 2019 – 2.-plads